# Amambaí (municipi)
Amambai és un municipi brasiler de la regió del mig oest del Brasil, situat a l'estat de Mato Grosso do Sul. Es troba a 90 km de Ponta Porã i a 50 km de Coronel Sapucaia (frontera amb Paraguai). El municipi està situat en una regió de relleu lleugerament ondulat, predominantment "Campos de Vacaria" i "Mata de Dourados".
Amb una superfície de 4.202.324 km² i tenint en compte l'estimació de població realitzada per l'IBGE l'1 de juliol de 2014, de 37.144 habitants, resulta una densitat de població estimada de 8,84 per km².

## Geografia

### Ubicació
El municipi d'Amambai es troba al sud de la regió del mig oest del Brasil, al sud-oest de Mato Grosso do Sul (Microregió de Dourados) i prop de la frontera amb Paraguai. Té una latitud de 23º06'15" sud i una longitud de 55°13'33" oest.
Es troba a 1.375 km de Brasilia, a 359 km de Campo Grande, la capital de l'estat, amb accessos asfaltats de Ponta Porã a Amambai (93 km), de Mundo Novo a Amambai (162 km) i pavimentats de Caarapó a Amambai (77 km)

### Relleu i altitud
Es troba en una regió de relleu lleugerament ondulat, a 480 metres d'altitud. Predominen els relleus plans i dissecats amb cims tabulars. Els de dissecció ocupen aproximadament el 60% de la superfície del municipi, el pendent màxim és de 5°. El municipi d'Amambai es troba a la regió dels altiplans interiors de pedra arenisca-basàltica, dividida en dues unitats geomorfològiques: divisors de les subconques meridionals i meseta de Dourados.
Presenta un relleu pla elaborat generalment per diverses fases de represa erosiva, relleus elaborats per acció fluvial i zones planes resultants de l'acumulació fluvial subjectes a inundacions periòdiques.